# Carl Bechstein
Carl Bechstein, född 1 juni 1826 och död 6 mars 1900, var en tysk pianofabrikant.
Efter olika anställningar och studieresor i London och Paris, gurndade Bechstein 1856 en egen fabrik i Berlin, vars produkter, särskilt flyglarna, såldes över hela världen. Bechstein gjorde även flera nya uppfinningar och förbättringar inom pianokonstruktionens område.

## Eftermäle
Asteroiden 10856 Bechstein är uppkallad efter honom.